# Южный Кордофан
Ю́жный Кордофа́н (араб. جنوب كردفان‎, англ. South Kordofan) — одна из 17 провинций (вилаятов) Судана.

## Описание
- Территория 158 355 км².
- Население 1 406 404 человек (на 2008 год).

Административный центр — город Кадугли.

Другие значимые города — Диллинг, Эль-Муглад, Абу-Губейха, Эль-Фула, Талоди, Эль-Аббасия.

## История
В 2005 году в соответствии с Найвашским соглашением в состав провинции вошли южные округа упразднённого вилаята Западный Кордофан — Лагава (англ. Lagawa), Ас-Салам (англ. As Salam) и Абьей (англ. Abyei).

## Административно-территориальное деление

Административно-территориальное деление провинции

Провинция делится на 8 округов (дистриктов):
- Абьей (англ. Abyei)
- Абу-Губейха (англ. Abu Jubaiyah)
- Ас-Салам (англ. As Salam)
- Диллинг (англ. Dilling)
- Кадугли (англ. Kadugli)
- Лагава (англ. Lagawa)
- Рашад (англ. Rashad)
- Талоди (англ. Talodi)

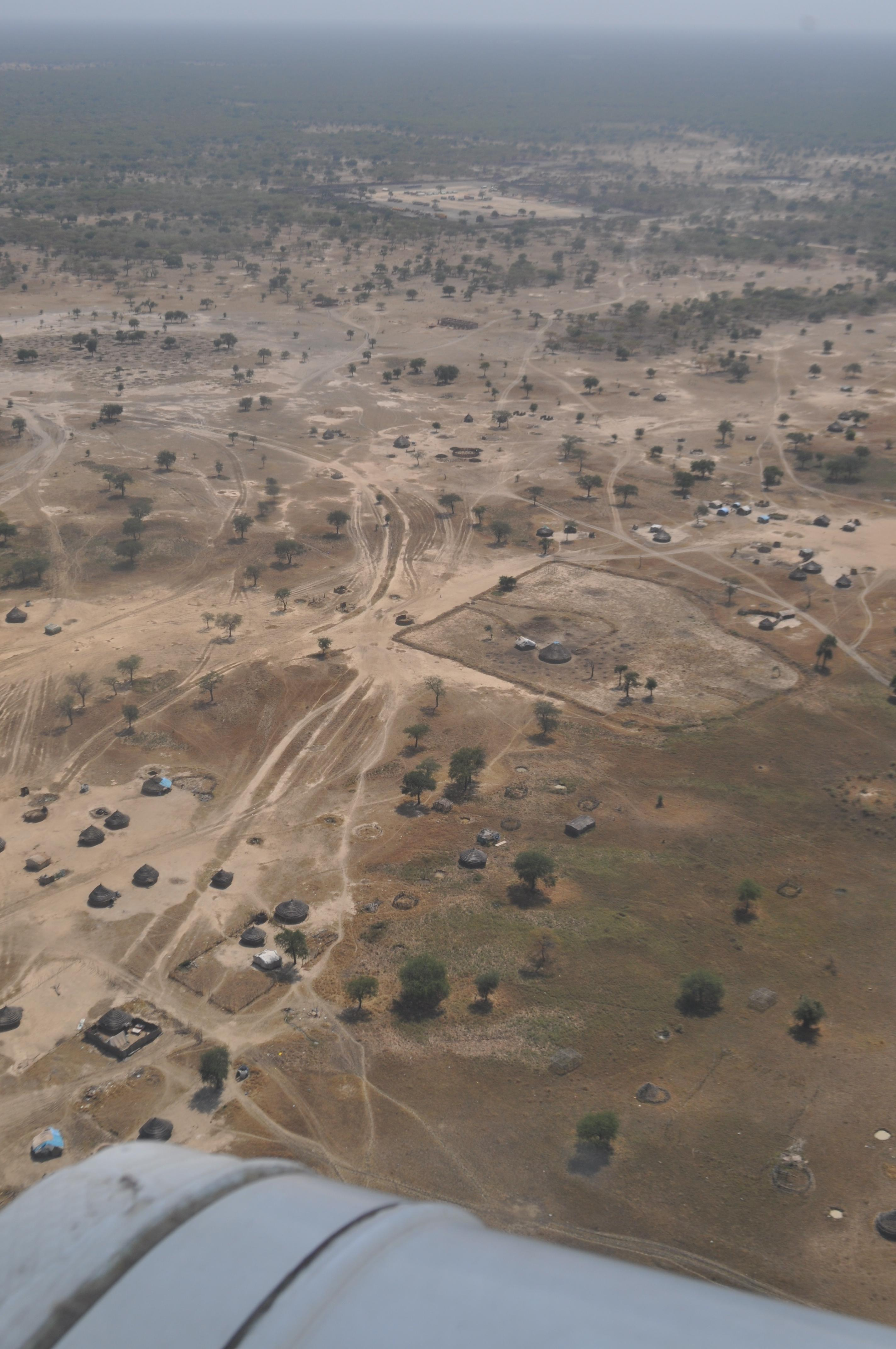
Вид на район Абьей с вертолета миссии ООН

Южная часть округа Абьей является спорной территорией между Суданом и Южным Суданом. Принадлежность данной территории должна определиться в результате референдума.